# Bondoufle

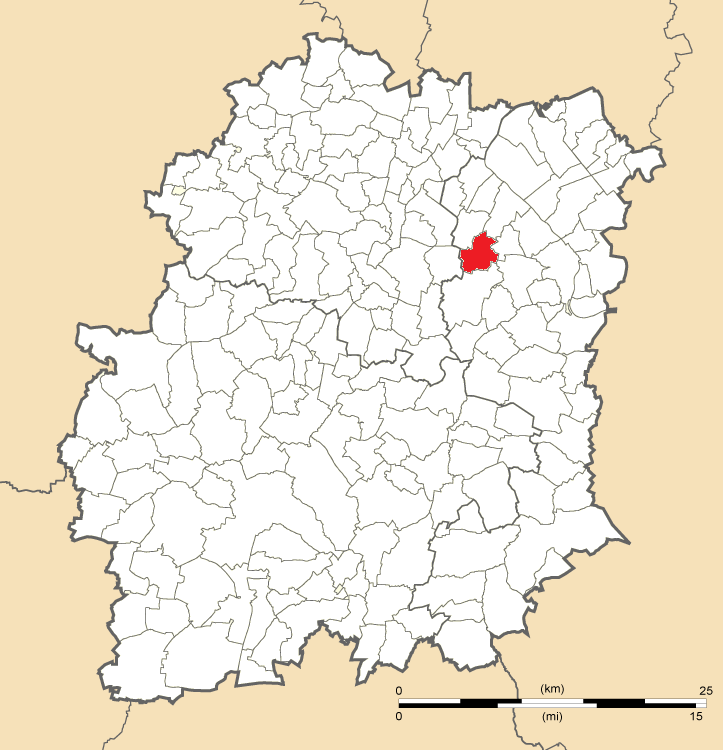
Bondoufle en Essonne.

 Bondoufle  es una población y comuna francesa, ubicada en la región de Isla de Francia, departamento de Essonne, en el distrito de Évry y cantón de Évry-Sud.

## Demografía
| 186 | 195 | 208 | 193 | 158 | 159 | 196 | 223 | 224 | 228 | 246 | 252 | 256 | 243 | 234 | 216 | 216 | 189 | 188 | 176 | 162 | 193 | 215 | 170 | 223 | 241 | 261 | 285 | 2 097 | 8 120 | 7 719 | 9 129 | 9 451 |
| Para los censos de 1962 a 1999 la población legal corresponde a la población sin duplicidades (Fuente: INSEE [Consultar]) |     |     |     |     |     |     |     |     |     |     |     |     |     |     |     |     |     |     |     |     |     |     |     |     |     |     |     |       |       |       |       |       |